# Thorganby
Thorganby is een civil parish in het bestuurlijke gebied Selby, in het Engelse graafschap North Yorkshire.

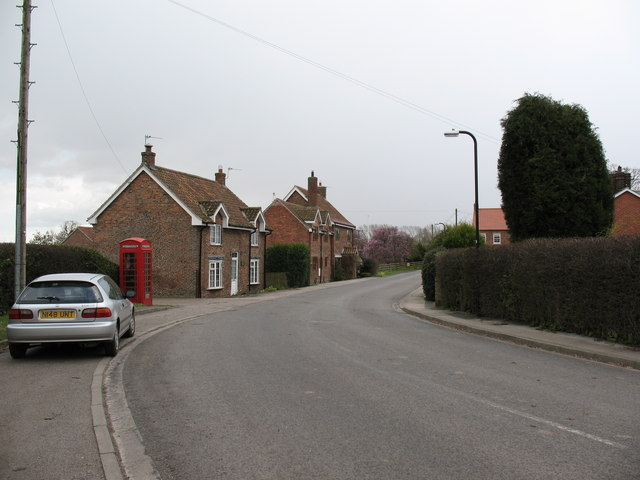
Straat in Thorganby
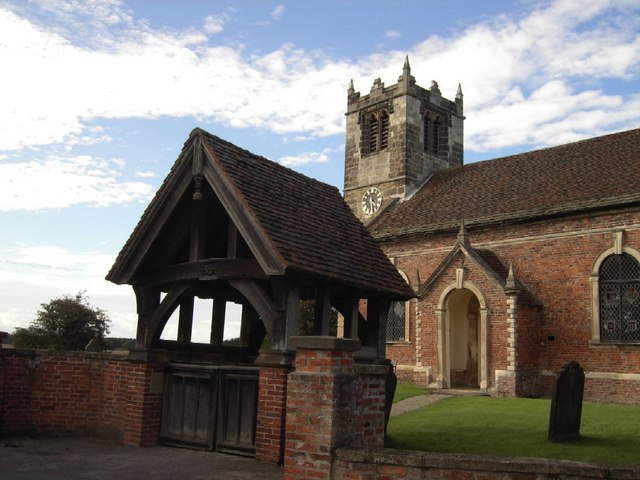
Kerk van St. Helen